# Tianjin Open
A Tianjin Open évente megrendezett női tenisztorna Tiencsinben, Kínában. A verseny International kategóriájú, összdíjazása 500 000 dollár. Az egyéni főtáblán harminckét játékos szerepel. A mérkőzéseket kemény pályán játsszák.

## Története
2014-től International kategóriájúként került fel a WTA versenynaptárába. Ez a hatodik WTA torna Kínában. A mérkőzésekre a Tianjin International Tennis Centerben kerül sor, amely 12 kültéri világítással ellátott, és négy fedett pályával rendelkezik. A főpálya 3500 néző befogadó képességű. A torna első győztese az amerikai Alison Riske volt, akinek ez volt élete első WTA tornagyőzelme.

## Döntők

### Egyéni
| Év   | Győztes             | Ellenfél a döntőben | Eredmény a döntőben |
| ---- | ------------------- | ------------------- | ------------------- |
| 2019 | Rebecca Peterson    | Heather Watson      | 6–4, 6–4            |
| 2018 | Caroline Garcia     | Karolína Plíšková   | 7–6(7), 6–3         |
| 2017 | Marija Sarapova     | Arina Szabalenka    | 7–5, 7–6(8)         |
| 2016 | Peng Suaj           | Alison Riske        | 7–6(3), 6–2         |
| 2015 | Agnieszka Radwańska | Danka Kovinić       | 6–1, 6–2            |
| 2014 | Alison Riske        | Belinda Bencic      | 6–3, 6–4            |

### Páros
| Év   | Győztesek                            | Ellenfelek a döntőben            | Eredmény a döntőben |
| ---- | ------------------------------------ | -------------------------------- | ------------------- |
| 2019 | Aojama Súko Sibahara Ena             | Hibino Nao Kato Miju             | 6–3, 7–5            |
| 2018 | Nicole Melichar Květa Peschke        | Monique Adamczak Jessica Moore   | 6–4, 6–2            |
| 2017 | Irina-Camelia Begu Sara Errani       | Dalila Jakupović Nina Stojanović | 6–4, 6–3            |
| 2016 | Christina McHale Peng Suaj           | Magda Linette Hszü Ji-fan        | 7–6(8), 6–0         |
| 2015 | Hszü Ji-fan Cseng Szaj-szaj          | Darija Jurak Nicole Melichar     | 6–2, 3–6, [10–8]    |
| 2014 | Alla Kudrjavceva Anastasia Rodionova | Sorana Cîrstea Andreja Klepač    | 6–7(6), 6–2, [10–8] |